# Riddarparken, Villnäs
Riddarparken (finska: Ritaripuisto) är en park och minnesmärkesområde i Villnäs i Masko kommun i det finländska landskapet Egentliga Finland. Parken är belägen nära Villnäs slott, som ägdes av släkten Mannerheim, bredvid Villnäs kyrka. Marskalken av Finland, Gustaf Mannerheim föddes på slottet.

## Historia och arkitektur
Parken grundades för att hedra minnet av Mannerheimkorsets riddare och finländska krigsveteraner. I mitten av parken finns en hederssten i formen av ett riddarkors, och alla 191 Mannerheimkorsets riddare har sin egen minnessten av svart granit från Kuru i Riddarparken. Parken grundades efter initiativ av kommundirektör Pekka Määttänen. Riddarparken ritades av arkitekten Bey Heng och omfattar cirka 3400 kvadratmeter. Byggarbetet inleddes i september 2006 och övervakades av Museiverket. Tiotals företag och hundratals privatpersoner donerade pengar för att bygga Riddarparken. Parken öppnades den 2 juni 2007 som ett samarbetsprojekt för det självständiga Finlands 90-årsfest.

## Bilder

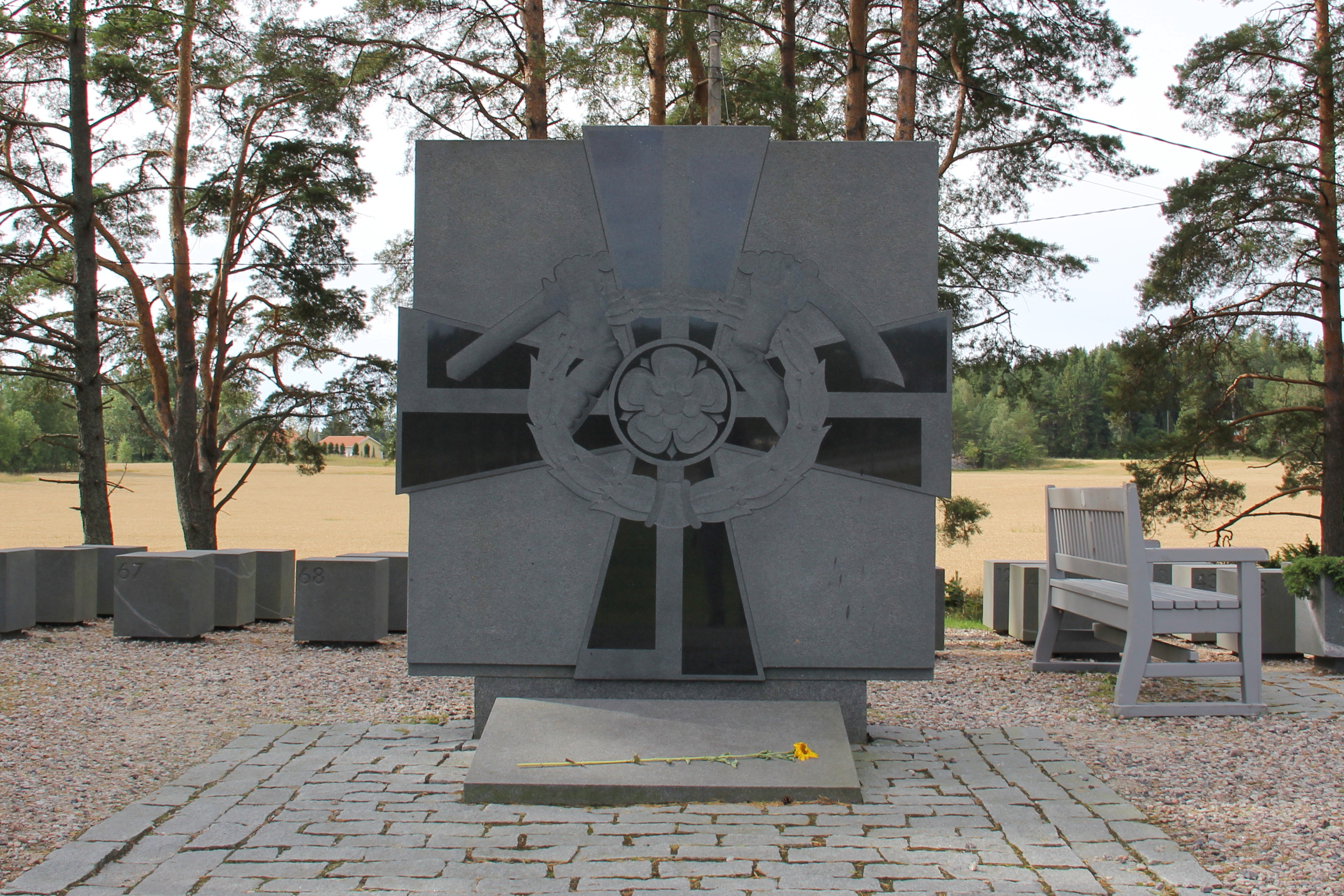
Hederssten med riddarkorset.
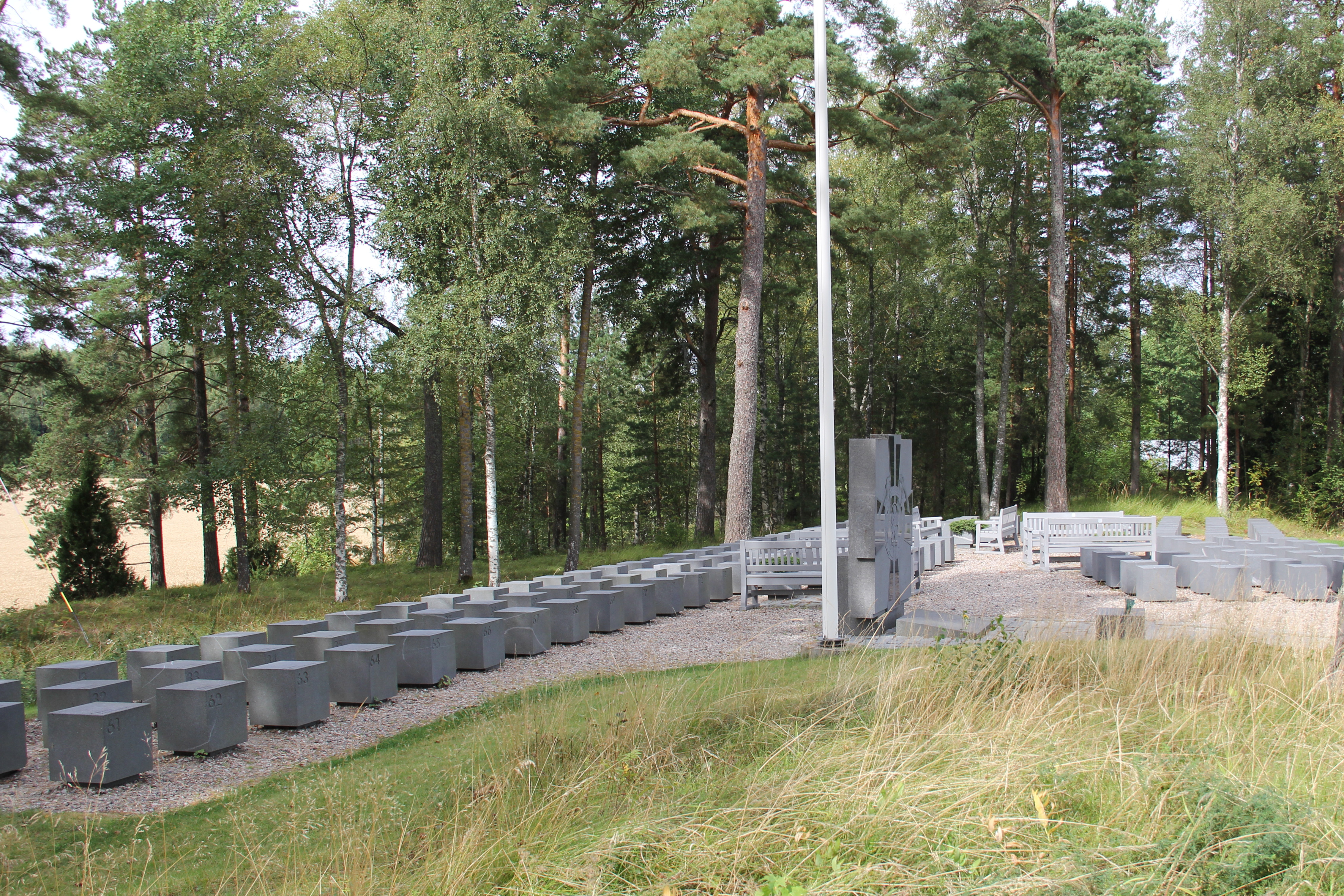
Riddarparken.
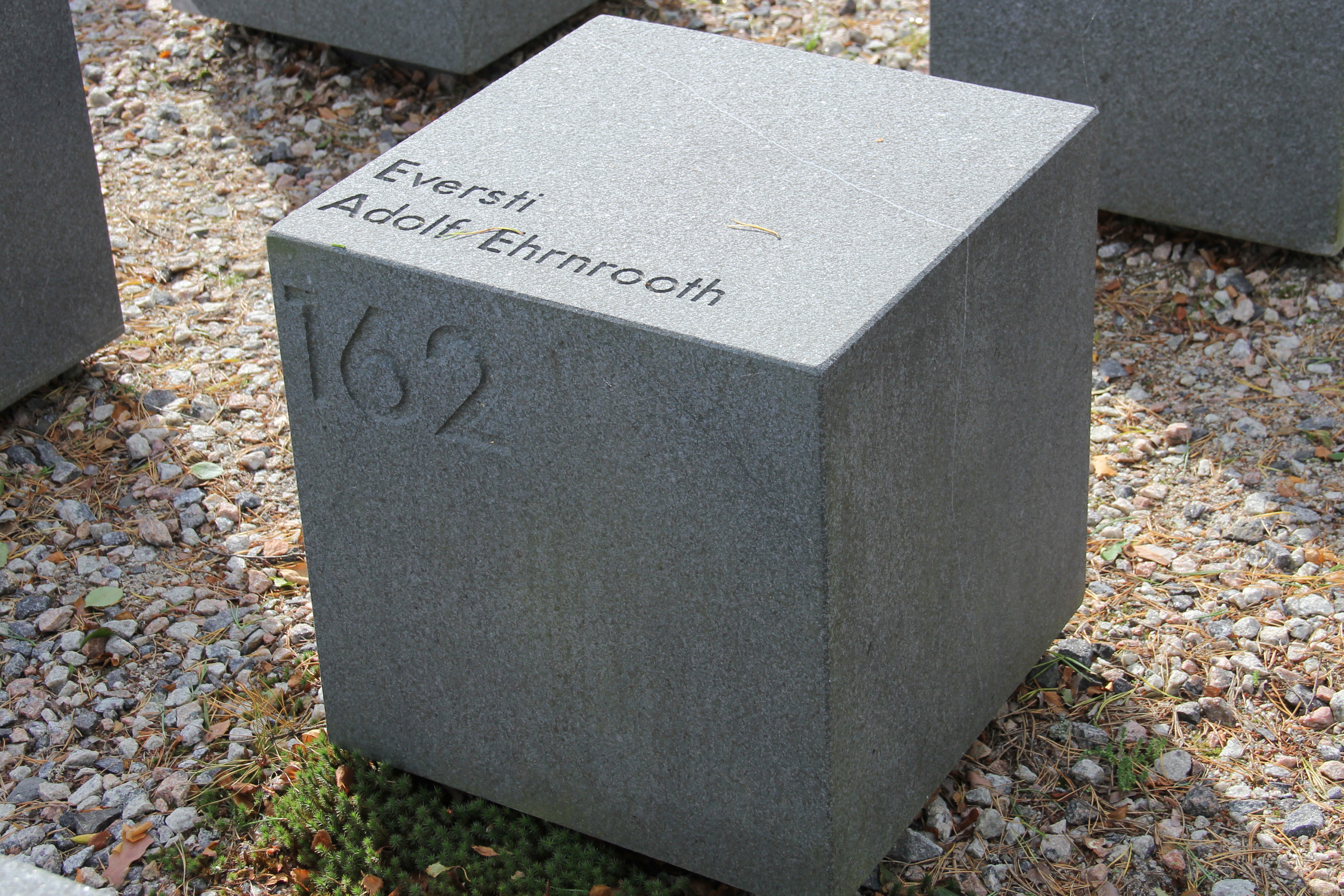
Överste Adolf Ehrnrooths minnessten.
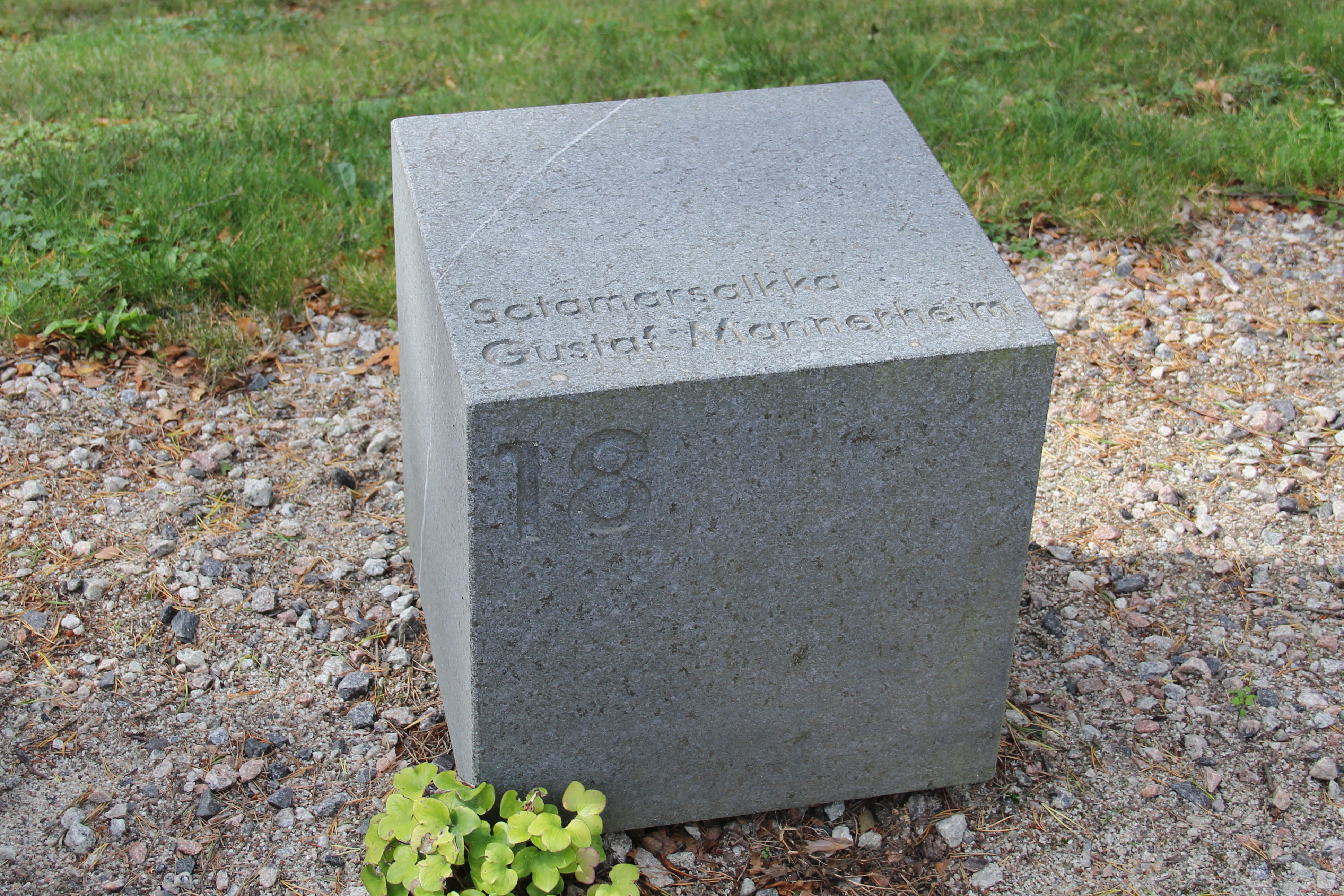
Fältmarskalk Gustaf Mannerheims minnessten.
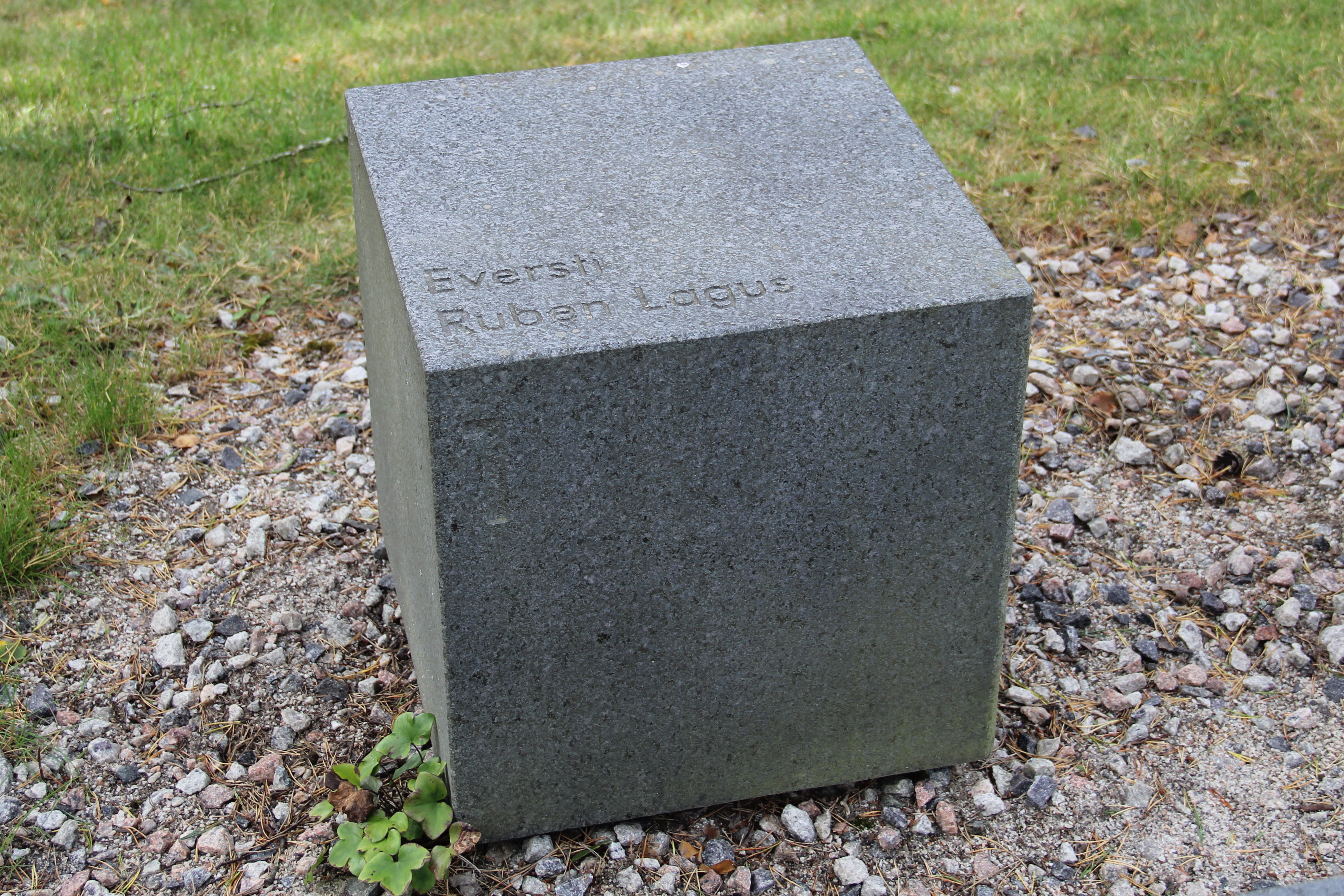
Överste Ruben Lagus minnessten.
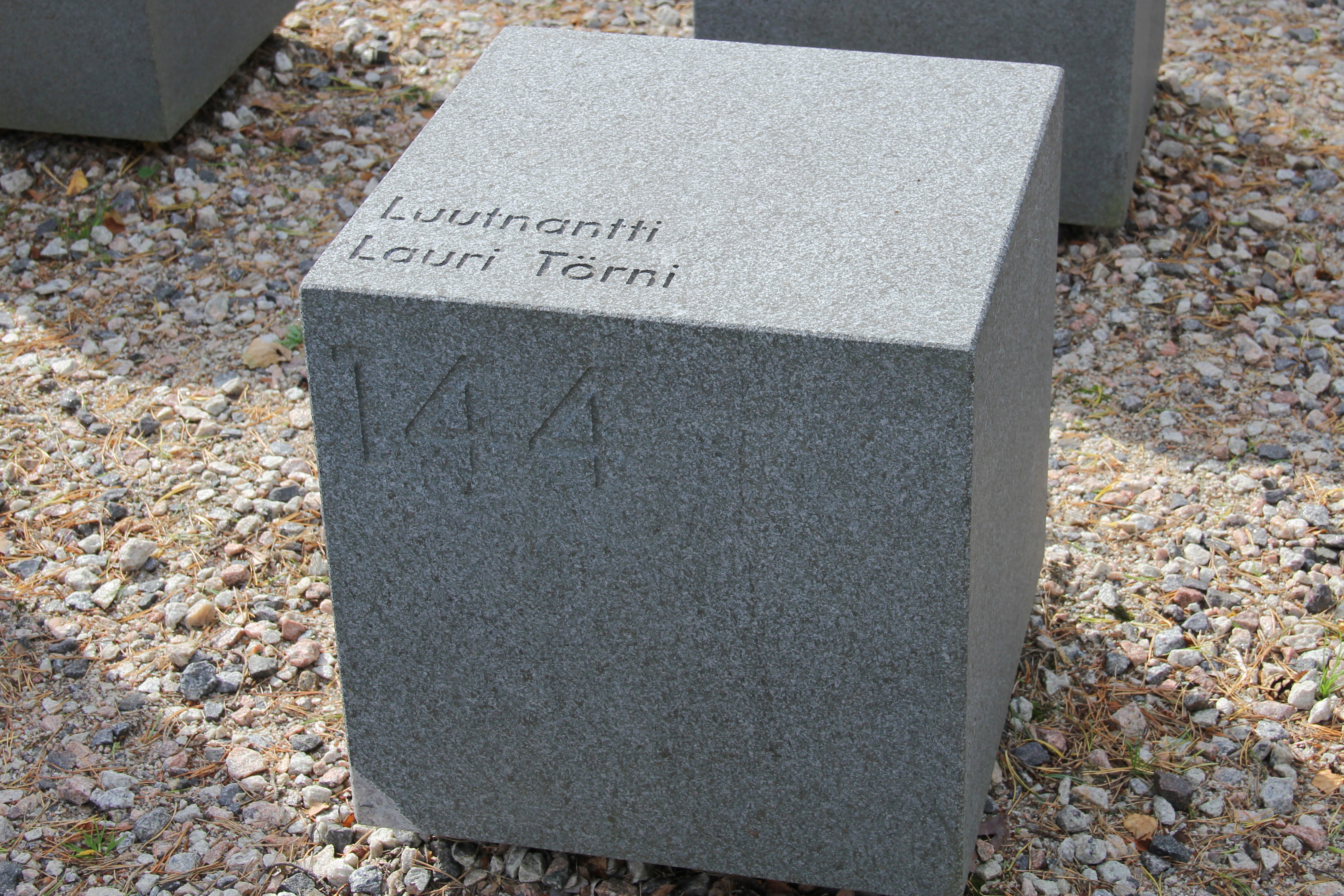
Löjtnant Lauri Törnis minnesten.
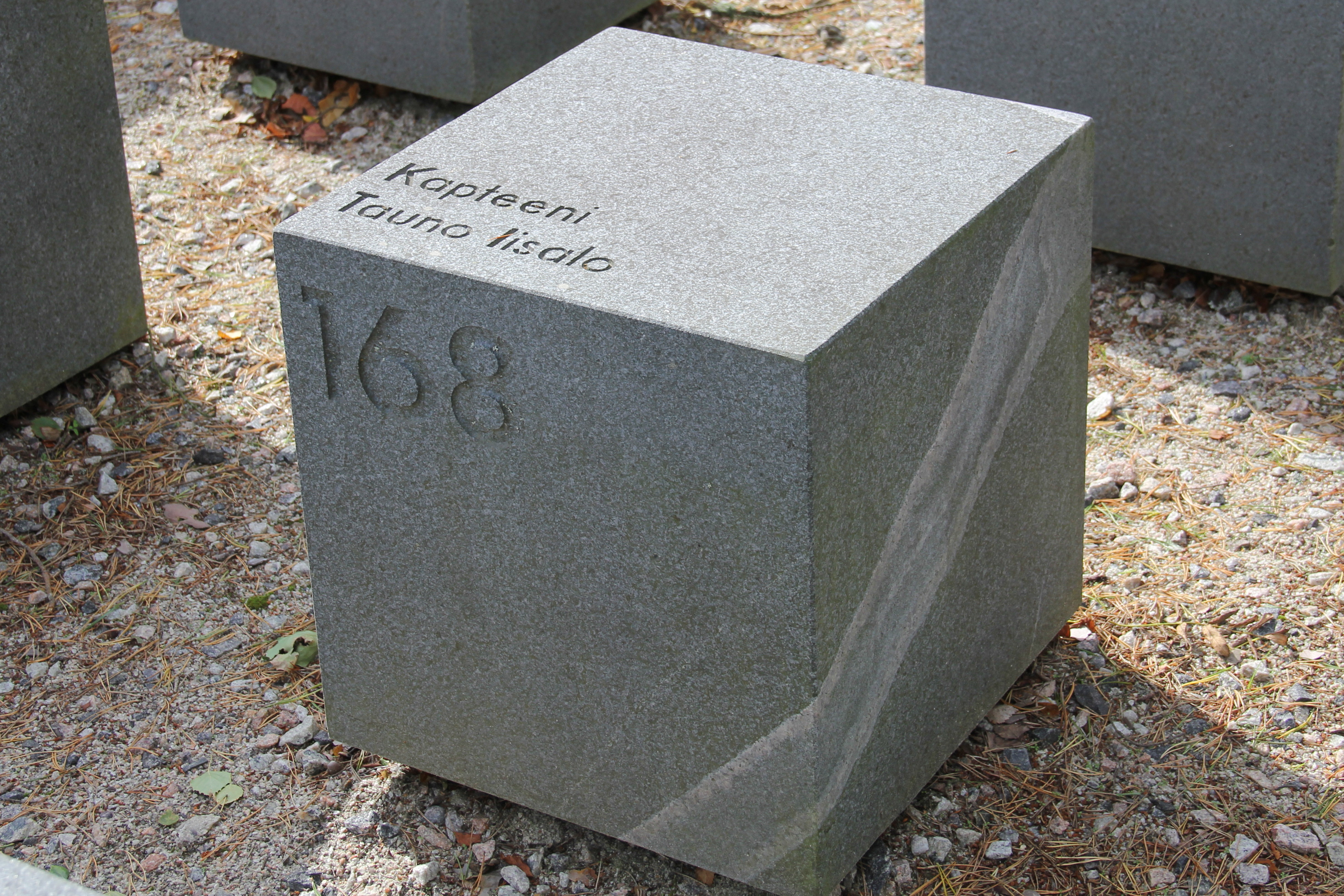
Kapten Tauno Iisalos minnesten.